# Bataille de Fisher's Hill
Guerre de Sécession
Batailles
- Guard Hill
- Summit Point
- Smithfield Crossing
- Berryville
- 3e Winchester
- Fisher's Hill
- Tom's Brook
- Cedar Creek

La bataille de Fisher's Hill est une bataille qui eut lieu les 21 et 22 septembre 1864, lors de la campagne de la vallée de Shenandoah. Elle se solda par une victoire de l'Union.

## Bataille

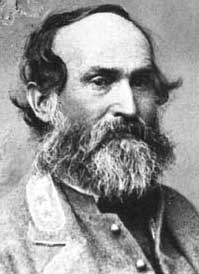
Jubal A. Early.

À la bataille de Fisher's Hill, Philip Sheridan et près de 30 000 hommes font face aux 10 000 confédérés de Jubal Anderson Early. Early, après sa défaite lors de la troisième bataille de Winchester, s'installe sur une position forte. Son flanc droit repose sur la branche nord de la rivière Shenandoah, et le flanc gauche de son infanterie campe sur la colline de Fisher's Hill. La cavalerie confédérée est censée tenir le terrain à partir de là jusqu'à Little North Mountain. George Crook, commandant l'armée de Virginie-Occidentale, conseille à Sheridan d'attaquer cette position par le flanc. L'objectif étant de se déplacer le long des pentes boisées de la hauteur pour faire face à la cavalerie confédérée.
L'attaque de Crook commence à 16 heures, le 22 septembre 1864. L'attaque de l'infanterie fait reculer les Confédérés. Stephen Dodson Ramseur tente de refuser le flanc gauche de sa division[incompréhensible]. Crook et James B. Ricketts de la division d'Horatio Wright (VIe corps) se heurtent à la ligne de Ramseur, et s'y enfoncent. Les autres divisions de Wright et le XIXe corps brisent la ligne de front sud. Les confédérés doivent battre en retraite sur Waynesboro. Alfred Torbert étant absent de la bataille avec la plus grande partie de la cavalerie de l'armée de Sheridan, les fédéraux ne peuvent profiter pleinement de leur avantage en pourchassant les confédérés pendant leur retraite.